# Larm / Noise
|  | Denne artikel er oprettet af botten PalnaBot ud fra en ekstern database. Den kan derfor have sproglige fejl eller mangler. Denne skabelon kan fjernes efter kontrol af indholdet. |

Larm / Noise er en eksperimentalfilm fra 1995 instrueret af Trine Vester efter eget manuskript.

## Handling
En animation over lydbilledet fra en togtur og en cykeltur - et forsøg på at frigøre de usynlige billeder i larmen som en meditation over begrebet bevægelse. Direkte animation og digitalt videomix.